# Zamek w Wąsowie
Pałac „Nowy Zamek” w Wąsowie – zabytkowy pałac we wsi Wąsowo.

## Historia
Zbudowany w latach 1870–1872 przez berlińskiego architekta Gustawa Erdmanna pierwotnie jako neogotycka willa dla berlińskiego bankiera Richarda von Hardta. Powstał obok starego osiemnastowiecznego pałacu Sczanieckich. W związku z planowaną wizytą w Wąsowie cesarza Wilhelma II około 1900 roku przebudowano willę nadając jej formę zamku. Zamek zlokalizowany jest na wzniesieniu i otoczony parkiem krajobrazowym z pomnikowymi drzewami – głównie dębami, lipami i bukami. Wnętrza reprezentacyjnego parteru rozłożone zostały symetrycznie wokół wielkiego hallu, z którego na piętro pałacu prowadziła dwubiegunowa klatka schodowa.
W pomieszczeniach zamku od roku 1995 mieści się hotel wraz z restauracją. 19 lutego 2011 dużą część zamku strawił pożar. Obiekt odbudowano i nadal pełni funkcję hotelowo-konferencyjną.

## Opis
Elewacja pałacu z czerwonej cegły z dwoma bocznymi ryzalitami i frontem in antis z dużym oknem na parterze (dawniej wejściem) i ostrołukowy tympanonem nad nim zawierającym płaskorzeźbę przedstawiającą kartusz z herbem von Hardt.

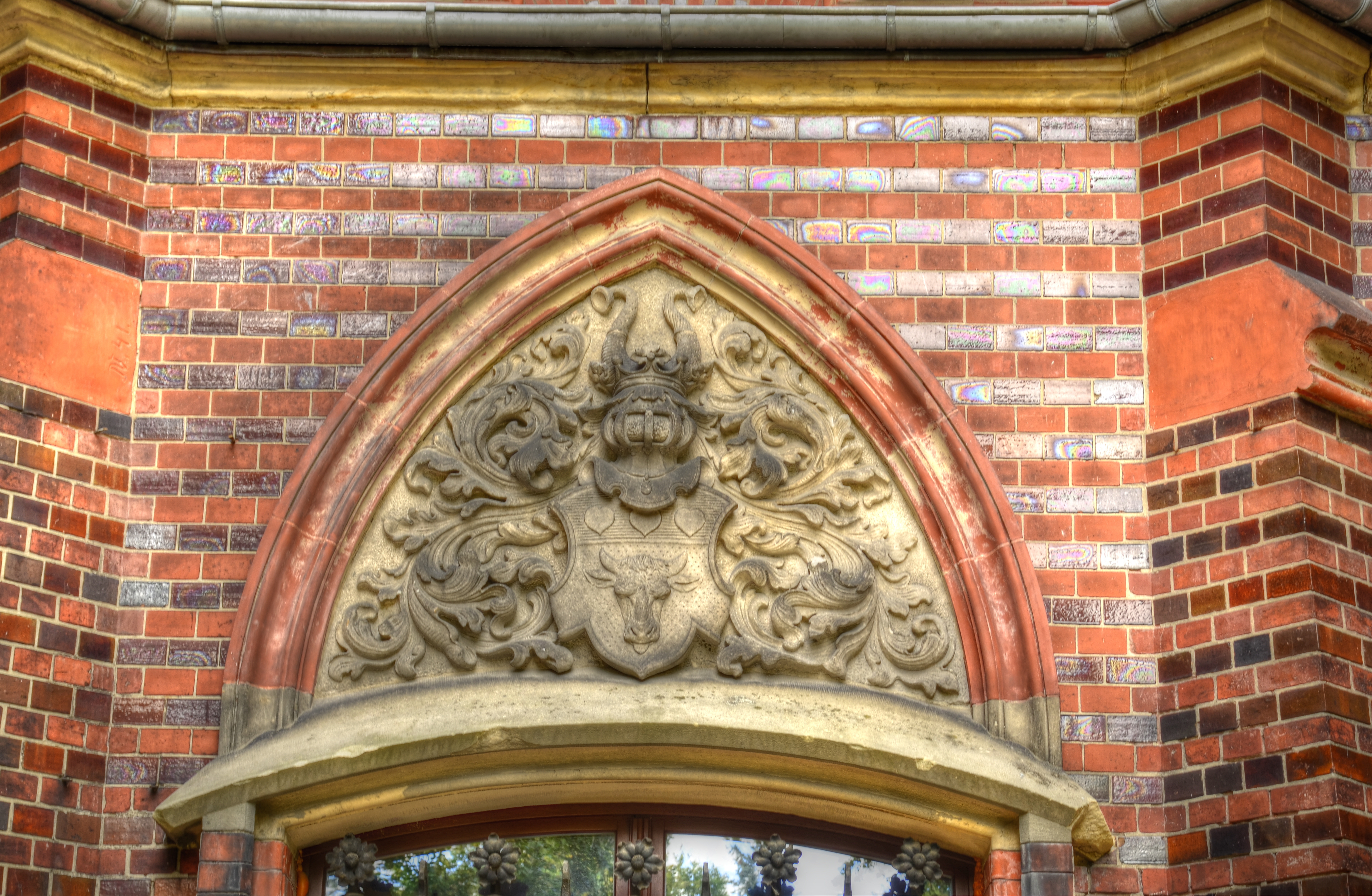
Fronton z herbem Richarda von Hardt
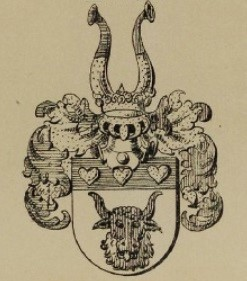
Herb Richarda von Hardta
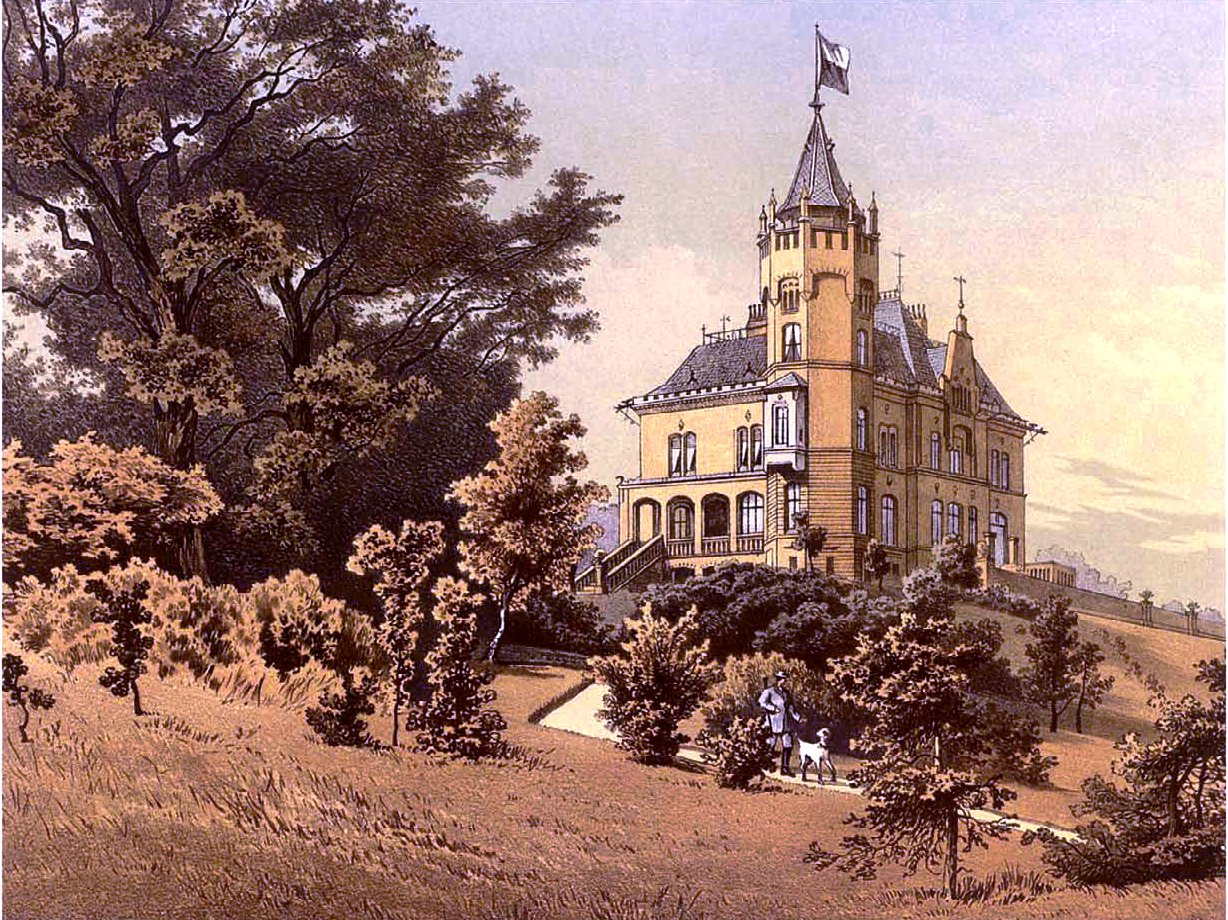
Pałac wg A. Dunckera